# O Eume
O Eume est une comarque  de la province de La Corogne en Galice (Espagne).  La commune de Pontedeume est le chef lieu de la comarque

## Municipios de la comarque
La comarque est composée de cinq municipios (municipalités ou cantons) : 
- Cabanas
- A Capela
- Monfero
- Pontedeume
- As Pontes de García Rodríguez